# 매큔-라이샤워 표기법
매큔-라이샤워 표기법(영어: McCune–Reischauer romanization, 영어 발음: /məˈkjuːn ˈraɪʃaʊ.ər/)은 한국어 로마자 표기법의 하나로, 국어의 로마자 표기법과 함께 가장 널리 쓰인다. 특히 대한민국 이외의 국가에서 많이 쓰이며, 이 표기법의 변형은 조선민주주의인민공화국의 공식 표기법으로 쓰인다. 대한민국에서 1984년 1월 13일에 고시되어 2000년 5월 7일 폐지된 국어의 로마자 표기법이 매큔-라이샤워 표기법을 약간 손을 봐서 만든 것이다.
1937년 미국인 맥 매큔과 에드윈 라이샤워가 만들었다. 한국어를 전자(轉字)한다기보다는 발음을 서양 언어에 가깝게 나타내도록 한 표기법이다. 한국어에는 유성음과 무성음이 서로 구분되는 음운이 아니지만 이 표기법에서는 구분을 시킨다. 격음 뒤 또는 음절 사이를 구분할 때 아포스트로피를 쓰는데, 이는 서양 문자권에서 직관적인 문장 부호이다.
매큔-라이샤워 표기법은 표기에서 아포스트로피와 ㅓ(ŏ)·ㅡ(ŭ) 등의 위에 있는, 표기하기 어려운 반달점(breve)을 빼는 사람이 있어서 다른 말과 혼동되었던 단점이 있었다. 하지만 이 표기법을 옹호하는 사람은 그렇게 하더라도 실제 발음과 비슷하게 읽을 가능성이 높다고 주장한다. 또한 표기법은 표기를 규정하지 표기의 입력 방법에 대해서는 규정하지 않기 때문에, 표기법이 입력이 불편한 문자를 쓴다고 할지라도 표기법의 책임은 아니다.
위와 같은 문제 때문에 대한민국 정부는 2000년 5월 7일에 새 표기법을 만들었다. 하지만 조선민주주의인민공화국과 다른 나라의 한국 연구 단체를 비롯하여 남한 내의 일부 영자 신문 등 많은 곳에서 매큔-라이샤워 표기법을 쓰고 있다.

## 표기법

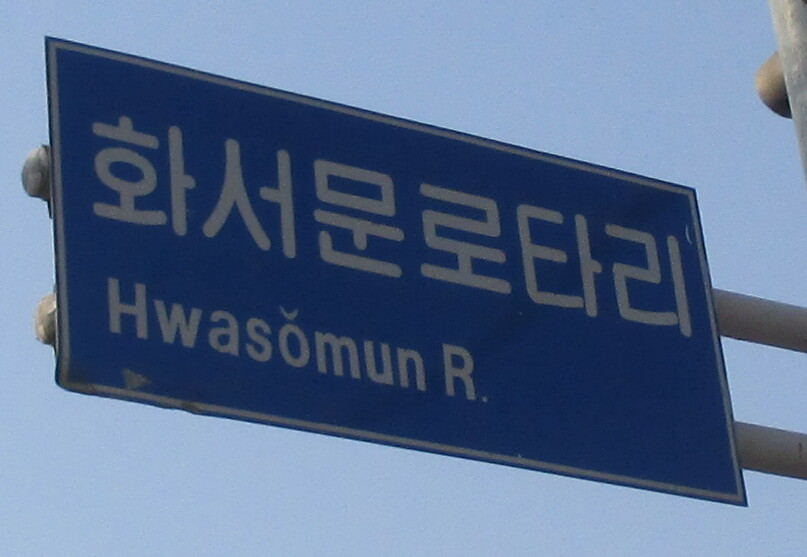
매큔-라이샤워 표기법으로 화서문 로터리 (Hwasŏmun R.). 2014년 촬영

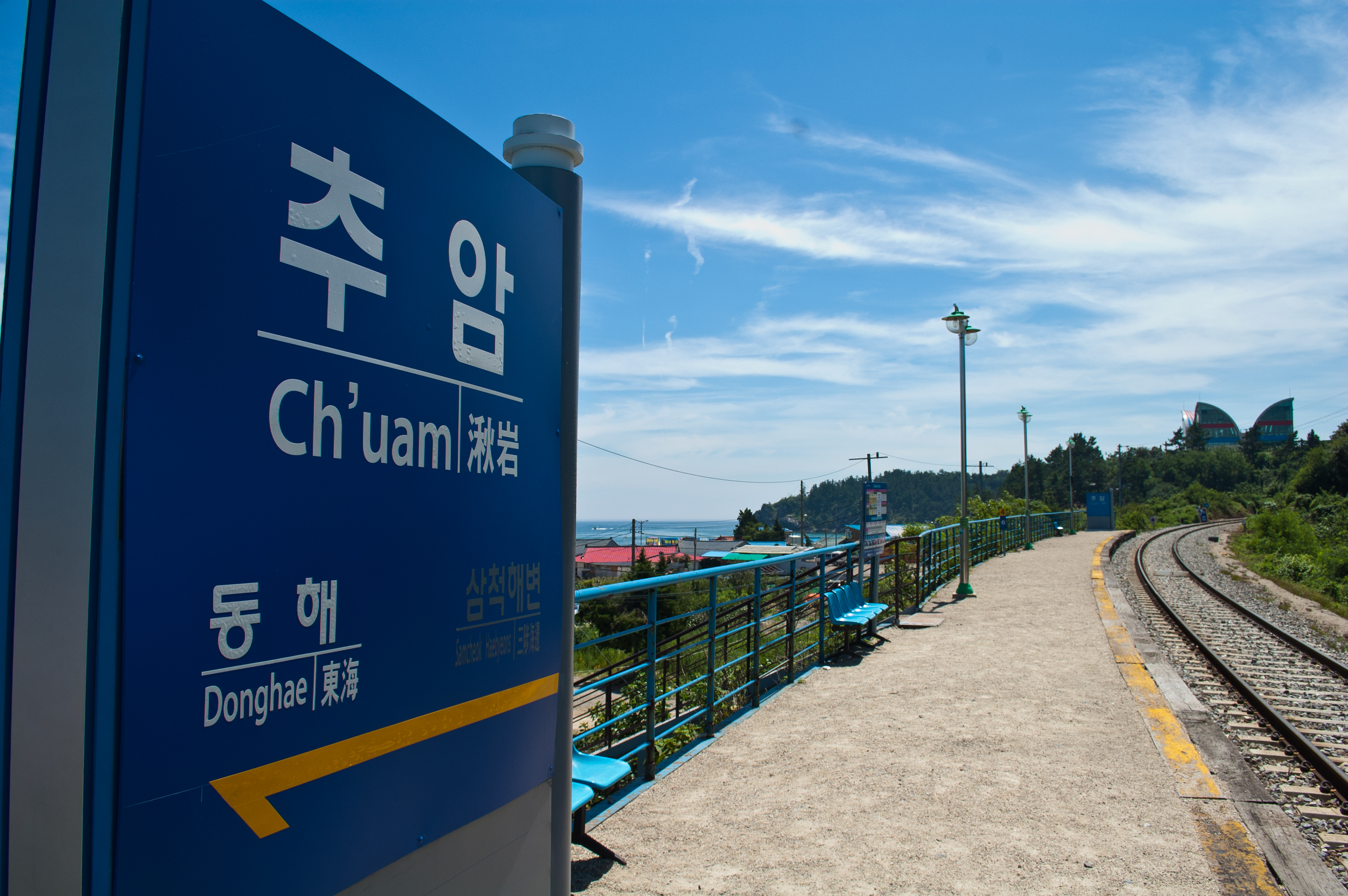
매큔-라이샤워 표기법으로 쓴 추암역의 역명판 (Ch'uam). 2012년 촬영

아래는 매큔-라이샤워 표기법에 관한 간단한 설명이다.

### 자음
| 한글        | 한글 | ㄱ | ㄲ | ㄴ | ㄷ | ㄸ | ㄹ | ㅁ | ㅂ | ㅃ | ㅅ | ㅆ | ㅇ | ㅈ | ㅉ  | ㅊ  | ㅋ | ㅌ | ㅍ | ㅎ |
| 로마자 표기 | 초성 | k  | kk | n  | t  | tt | r  | m  | p  | pp | s  | ss | –  | ch | tch | ch' | k' | t' | p' | h  |
| 로마자 표기 | 종성 | k  | k  | n  | t  | t  | l  | m  | p  | p  | –  | t  | ng | t  | –   | t   | k  | t  | p  | –  |

- 이중 자음(ㄳ, ㄵ, ㄶ, ㄺ, ㄻ, ㄼ, ㄽ, ㄾ, ㄿ, ㅀ, ㅄ)은 종성에서만 존재하나 표기는 실제 발음을 적는다.

|        |        | 첫소리 | 첫소리 | 첫소리 | 첫소리 | 첫소리        | 첫소리  | 첫소리  | 첫소리   | 첫소리  | 첫소리  | 첫소리  | 첫소리 | 첫소리 | 첫소리 |
| ㅇ1    | ㄱ (k) | ㄴ (n) | ㄷ (t) | ㄹ (r) | ㅁ (m) | ㅂ (p)        | ㅅ2 (s) | ㅈ (ch) | ㅊ (ch') | ㅋ (k') | ㅌ (t') | ㅍ (p') | ㅎ (h) |        |        |
| ------ | ------ | ------ | ------ | ------ | ------ | ------------- | ------- | ------- | -------- | ------- | ------- | ------- | ------ | ------ | ------ |
| 끝소리 | ㄱ(k)  | g      | kk     | ngn    | kt     | ngn(S)/ngr(N) | ngm     | kp      | ks       | kch     | kch'    | kk'     | kt'    | kp'    | kh     |
| 끝소리 | ㄴ(n)  | n      | n'g    | nn     | nd     | ll/nn         | nm      | nb      | ns       | nj      | nch'    | nk'     | nt'    | np'    | nh     |
| 끝소리 | ㄷ(t)  | d      | tk     | nn     | tt     | nn(S)/ll(N)   | nm      | tp      | ss       | tch     | tch'    | tk'     | tt'    | tp'    | th     |
| 끝소리 | ㄹ(l)  | r      | lg     | ll/nn  | ld3    | ll            | lm      | lb      | ls       | lj3     | lch'    | lk'     | lt'    | lp'    | rh     |
| 끝소리 | ㅁ(m)  | m      | mg     | mn     | md     | mn(S)/mr(N)   | mm      | mb      | ms       | mj      | mch'    | mk'     | mt'    | mp'    | mh     |
| 끝소리 | ㅂ(p)  | b      | pk     | mn     | pt     | mn(S)/mr(N)   | mm      | pp      | ps       | pch     | pch'    | pk'     | pt'    | pp'    | ph     |
| 끝소리 | ㅇ(ng) | ng     | ngg    | ngn    | ngd    | ngn(S)/ngr(N) | ngm     | ngb     | ngs      | ngj     | ngch'   | ngk'    | ngt'   | ngp'   | ngh    |

1. ‘ㅇ’은 모음 앞에 오는 음이 없는 초성 자음이다.
2. ‘쉬’는 ‘shwi’로 기술한다.
3. 한자어 단어에서는 각각 ‘lt ’ 및 ‘lch’이다.

유성음 ㄱ, ㄷ, ㅂ, ㅈ에는 g, b, d, j 글자를 사용하며, 그 밖에는 k, p, t, ch를 사용한다. 이 같은 발음은 위의 표에서의 규칙보다 우선한다.

### 모음
| 한글        | ㅏ | ㅐ | ㅑ | ㅒ  | ㅓ | ㅔ | ㅕ | ㅖ | ㅗ | ㅘ | ㅙ  | ㅚ | ㅛ | ㅜ | ㅝ | ㅞ | ㅟ | ㅠ | ㅡ | ㅢ | ㅣ |
| 로마자 표기 | a  | ae | ya | yae | ŏ  | e* | yŏ | ye | o  | wa | wae | oe | yo | u  | wŏ | we | wi | yu | ŭ  | ŭi | i  |

- ㅏ 및 ㅗ 뒤에서의 ㅔ는 ë라고 적는데, 이는 ㅐ(ae)를 ㅏ에(aë)와, ㅚ(oe) 및 ㅗ에(oë)를 구별하기 위함이다. ㅏ에(aë) 및 ㅗ에(oë) 조합은 ‘회사에서’(hoesaësŏ) 및 ‘차고에’(ch'agoë)와 같이 명사가 조사를 따라가는 문장을 제외하고 드물게 발생한다.

### 예
- 격려합니다[경녀함니다]  Kyŏngnyŏhamnida
- 종로3가[종노삼가]  Chongno 3(sam)-ga
- 청주  Ch'ŏngju
- 부산 Pusan
- 못하다[모타다] Mot'ada
- 먹다[먹따] Mŏkta
- 먹었다[머걷따] Mŏgŏtta
- 폴란드 P'ollandŭ
- 연락[열락] Yŏllak
- 한국말[한궁말] Han'gŭngmal
- 먹는군요[멍는군뇨] Mŏngnŭn'gunnyo
- 역량[영냥] Yŏngnyang
- 십리[심니] Simni
- 같이[가치] Kach'i
- 않다[안타] Ant'a

- 漢字 (한자) Hancha (발음: 한짜 Hantcha) (cf. 한 字 (한 자) Han ja, "한 글자")
- 外科 (외과) Oekwa (발음: 외꽈 Oekkwa) (cf. 外踝 (외과) Oegwa, "밖의 복사뼈")
- 鐵道 (철도) Ch'ŏlto (발음: 철또 Ch'ŏltto) (cf. 철도 Ch'ŏldo, ex: '철도 안든 사람이다.')
- 안다 Anta (발음: 안따 An'tt'a), 안고 Anko (발음: 안꼬 Ankko), (의자에) 앉다. Anta (발음: 안따 Antta), 감다 Kamta (발음: 감따 Kamtta) (cf. 한글 표기는 -ㄴ다(nda) 또는 -ㅁ다(mda)이나, 서술어에서 어간 말음이 ㄴ,ㅁ일 경우 뒤의 자음이 경음화(된소리화)되는 것을 반영하여 표기한다.)
- 올해 서른여덟입니다. Olhae Sŏrŭnyŏdŏrimnida.
- 좋은 Choŭn
- 서울 Sŏul

## 주해
1. ↑  한글 맞춤법이 한국어 단어에 대한 표준 표기를 규정하고 그 표기의 입력 방법에 대해서는 규정하지 않는 것과 마찬가지이다.
2. ↑  실제로 일본어 로마자 표기법은 장음 표기에 macron(¯) 또는 circumflex(ˆ)를 쓰고, 중국어 병음 로마자 표기법은 성조 표기에 macron(¯), acute(´), caron(ˇ), grave(`)를 사용하고, u, e와는 다른 모음을 표기하기 위해 ü, ê를 쓴다.
3. ↑  1984년부터 2000년까지 대한민국에서 쓰였던 표기에서는 시·샤·셔·쇼·슈 등의 ‘ㅅ’ 문자를 ‘sh’ 문자로 적었다.(예: 특별시 → T'ŭkpyŏlshi)
4. ↑  1984년부터 2000년까지 대한민국에서 쓰였던 표기에서는 ㅎ 앞의 받침이 동화되었을 때 동화된 그 닿소리를 그대로 적었다.(예: 직할시 → Chik'alshi)

## 같이 보기
- 한글
- 조선어 신철자법